# Restricted Operator’s Certificate
Das Restricted Operator’s Certificate (ROC) ist ein international gültiges Funkbetriebszeugnis. Es berechtigt den Inhaber zur Teilnahme am mobilen Seefunkdienst auf UKW auf Handelsschiffen. Es schließt die Bedienung von Schiffsfunkstellen und Sicherheitsfunksystemen (GMDSS) ein.
Das Zeugnis stimmt mit dem Artikel S55 der Vollzugsordnung für den Funkdienst überein.

## Restricted Operator’s Certificate in Deutschland
Das Restricted Operator’s Certificate, das in Deutschland ausgegeben wird, heißt Beschränkt gültiges Betriebszeugnis für Funker.

## Restricted Operator’s Certificate in Österreich
In Österreich heißt das Restricted Operator’s Certificate UKW-Betriebszeugnis I.

## Restricted Operator’s Certificate der Schweiz
In der Schweiz wird das Restricted Operator’s Certificate Beschränkt gültiges Betriebszeugnis genannt.

## Restricted Operator’s Certificate in den Niederlanden
Das Restricted Operator’s Certificate, das in den Niederlanden ausgegeben wird, heißt Marcom-B.